# Stately Home Tour
Stately Home Tour – europejska trasa koncertowa Eltona Johna, która odbyła się w 2000 r.; obejmowała 32 koncerty.

## Program koncertów
1. "Your Song"
2. "The Greatest Discovery"
3. "Border Song"
4. "Daniel"
5. "Harmony"
6. "Honky Cat"
7. "Rocket Man"
8. "Tiny Dancer"
9. "Philadelphia Freedom"
10. "Nikita"
11. "Sacrifice"
12. "Sorry Seems to be the Hardest Word"
13. "I Guess That’s Why They Call It Blues"
14. "Ticking"
15. "Carla"/"Etude"
16. "Tonight"
17. "Burn Down the Mission"
18. "The One"
19. "Blue Eyes"
20. "Empty Garden"
21. "Take Me to the Pilot"
22. "Crocodile Rock"
23. "Don’t Let the Sun Go Down on Me"
24. "Circle of Life"
25. "Bennie and the Jets"
26. "Candle in the Wind"

## Lista koncertów
- 27 i 29 maja – Bedfordshire, Anglia – Woburn Abbey
- 3 i 4 czerwca – Derbyshire, Anglia – Chatsworth House
- 6 i 7 czerwca – Hampshire, Anglia – Broadlands
- 11 czerwca – Berkshire, Anglia – Highclere Castle
- 13 i 14 czerwca – Lincolnshire, Anglia – Burgley House
- 17 czerwca – Leoben, Austria – Hautplatz
- 18 czerwca – Bregencja, Austria – Seebuhne
- 20 czerwca – Brescia, Włochy – Stadio Mario Rigamonti
- 23 czerwca – Kassel, Niemcy – Schloss Wilhelmshöhe
- 24 czerwca – Hamburg, Niemcy – Derbypark
- 27 czerwca – Kolonia, Niemcy – Kolnarena
- 28 czerwca – Coburg, Niemcy – Scholplatz
- 30 czerwca – Lipsk, Niemcy – Volkerschlachtdenkal
- 1 lipca – Stuttgart, Niemcy – Schlossplatz
- 4 lipca – Mannheim, Niemcy – Schloss Erenhof
- 5 lipca – Koblencja, Niemcy – Schlosshof
- 7 lipca – Künzelsau, Niemcy – Schlosspark
- 8 lipca – Monachium, Niemcy – Konigsplatz
- 9 lipca – Londyn, Anglia – Hyde Park
- 13 lipca – Liverpool, Anglia – King’s Dock
- 15 i 16 lipca – Chelmsford, Anglia – Hylands Park
- 19 lipca – Port Talbot, Walia – Margam County Park
- 22 i 23 lipca – Northamptonshire, Anglia – Castle Ashby
- 27 lipca – Londyn, Anglia – Hyde Park
- 29 lipca – County Durham, Anglia – Raby Castle
- 30 lipca – Edynburg, Szkocja – Edinburgh Castle